# 라인하르트 겐첼
라인하르트 겐첼(독일어: Reinhard Genzel, ForMemRS (독일어 발음: [ˈʁaɪnhaʁt ˈɡɛntsl̩] ( 듣기); 1952년 3월 24일~)는 독일의 천체물리학자로, 막스 플랑크 외계 물리학 연구소의 공동 책임자이며, LMU의 교수이자 캘리포니아 대학교 버클리의 명예 교수이다. 그는 앤드리아 M. 게즈와 로저 펜로즈와 함께 "우리 은하 중심에 있는 초거대하고 압축된 천체를 발견한 공로"로 2020년 노벨 물리학상을 수상했다. 2021년 브라질 파라 연방대학교에서 진행된 인터뷰에서 겐첼은 물리학자로서의 자신의 여정, 아버지 루트비히 겐첼의 영향, 찰스 하드 타운스와의 협력 경험 등을 회고했다.

## 삶과 경력
겐첼은 독일 바트 홈부르크 포어 데어 회헤에서 에바-마리아 겐첼과 고체 물리학 교수였던 루트비히 겐첼(1922-2003)의 아들로 태어났다. 그는 프라이부르크 대학교와 본 대학교에서 물리학을 공부했으며, 1978년 막스플랑크전파천문학연구소에서 전파천문학 박사 학위를 취득했다. 그 후 그는 매사추세츠 케임브리지에 있는 하버드-스미소니언 천체물리학 센터에서 근무했다. 그는 1980년부터 1982년까지 밀러 연구원이었고, 1981년부터 캘리포니아 대학교 버클리 물리학과에서 부교수와 정교수를 지냈다. 1986년, 그는 버클리를 떠나 가르힝에 있는 막스 플랑크 외계 물리학 연구소의 이사이자 막스 플랑크 협회의 과학 위원이 되었다. 그 동안 그는 뮌헨 대학교에서도 강의했으며, 1988년부터 그곳의 명예 교수로 재직 중이다. 1999년부터 2016년까지 그는 캘리포니아 대학교 버클리의 정교수로도 겸직했다. 추가 활동으로는 천문학 분야 쇼상 선정 위원회에 참여하는 것이 있다.

## 연구
라인하르트 겐첼은 적외선천문학과 서브밀리미터천문학을 연구한다. 그와 그의 연구팀은 지상 및 우주 기반 천문학 기기 개발에 적극적으로 참여하고 있다. 그들은 이 기기들을 사용하여 우리 은하 중심, 즉 궁수자리 A* 주변의 별들의 움직임을 추적하여, 이 별들이 현재 블랙홀로 알려진 매우 거대한 천체를 공전하고 있음을 보여주었다. 겐첼은 또한 은하의 형성 및 진화 연구에도 적극적으로 참여하고 있다.
2018년 7월, 라인하르트 겐첼 외 연구진은 궁수자리 A*를 공전하는 항성 S2가 2018년 5월 근점 접근 시 궁수자리 A*로부터 약 120 천문단위 ≈ 1400 슈바르츠실트 반지름 거리에서 초당 7,650km, 즉 광속의 2.55%의 속도로 기록되었다고 보고했다. 이를 통해 그들은 일반 상대성이론이 예측한 상대론적 속도에서의 적색편이를 시험할 수 있었고, 이론에 대한 추가적인 확인을 얻었다.

## 수상

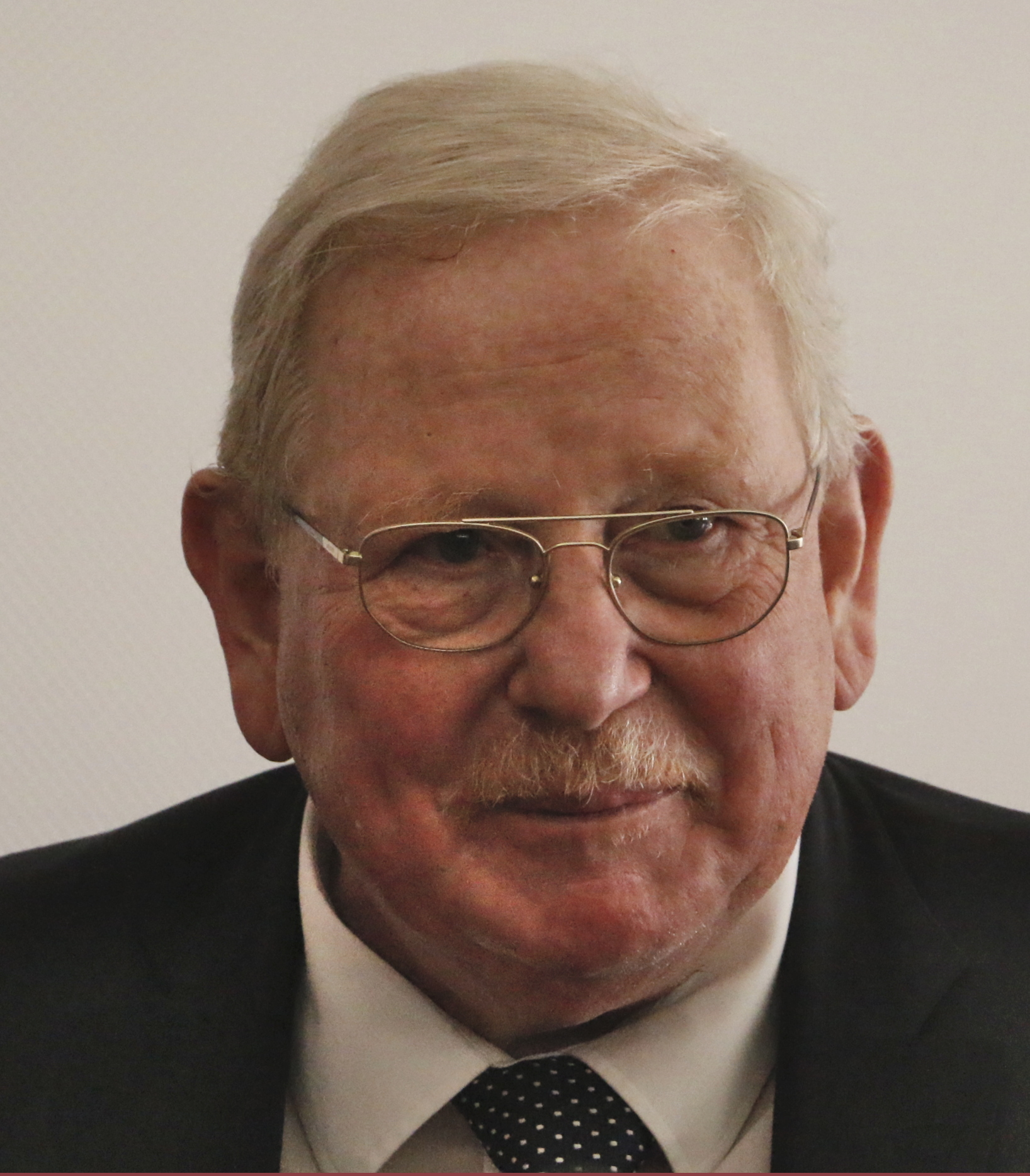
2023년의 라인하르트 겐첼

- 슈투디엔슈티프퉁 데스 도이첸 볼케스, 1973–1975[12]
- 밀러 연구 펠로우십, 1980–1982[13]
- 오토 한 메달, 막스 플랑크 협회, 1980[13]
- 대통령 영 연구자 상, 미국 국립과학재단, 1984[13]
- 뉴턴 레이시 피어스 상, 미국 천문학회, 1986[13]
- 고트프리트 빌헬름 라이프니츠 상, 독일 연구 재단, 1990[13]
- 드 보쿨뢰르 메달, 텍사스 대학교, 2000[13]
- 쥘 장센 상, 프랑스 천문학회, 2000[13]
- 실험물리학 부문 슈테른-게르라흐 메달, 독일 물리 학회, 2003[13]
- 적외선천문학 부문 발찬상, 2003[13]
- 알베르트 아인슈타인 메달, 2007[14]
- 레이던 대학교 명예 박사, 2010[15]
- 카를 슈바르츠실트 메달, 독일 천문학회, 2011[16]
- 크라포르드상, 스웨덴 왕립 아카데미, 2012[17]
- 티코 브라헤상, 유럽 천문학회, 2012[18]
- 푸르 르 메리트, 2013[19]
- 파리 대학교 명예 박사, 2014[20]
- 하비상, 테크니온 연구소, 이스라엘, 2014[21]
- 허셜 메달, 왕립천문학회, 2014[22]
- 노벨 물리학상, 2020[2]
- 바이에른 막시밀리안 과학 예술 훈장, 2021[23]
- 그르노블 알프스 대학교 명예 박사, 2023[24]

## 학술 협회 회원
- 미국 물리학회 펠로우, 1985[19]
- 프랑스 학술원 (Institut de France) 해외 회원, 1998[19]
- 미국 국립과학원 해외 회원, 2000[25]
- 독일 자연과학자 아카데미 레오폴디나 회원, 2002[26]
- 바이에른 과학 아카데미 선임 회원, 2003[27]
- 스페인 왕립 과학 아카데미 해외 회원, 2011[13]
- 런던 왕립학회 해외 회원, 2012[1]
- 교황청 과학원 회원, 2020[28]